# 리즈 베이시
리즈 배시(Liz Vassey, 영어 발음: /ˈvæsɪ/, 1972년 8월 9일 ~ )는 미국의 배우이다.

## 출연 작품

### 영화
- 캘린더 걸 (1993, Calendar Girl)
- The Adventures of Captain Zoom in Outer Space (1995)
- 즐거운 경찰 (2005)
- Last Hours in Suburbia (2012)

### 텔레비전
- 올 마이 칠드런 (1988-92)
- 광속인간 샘 (1991-93)
- ER (1994)
- 두 남자와 1/2 (2003-11)
- CSI: 라스베가스 (2005-10)